# Liste der Naturdenkmale in Schmalenberg
Die Liste der Naturdenkmale in Schmalenberg nennt die im Gemeindegebiet von Schmalenberg ausgewiesenen Naturdenkmale (Stand 23. Mai 2024).

## Naturdenkmale
| Nr.         | Bezeichnung  | Lage                                              | Beschreibung              | Bild            |
| ----------- | ------------ | ------------------------------------------------- | ------------------------- | --------------- |
| ND-7340-282 | Tulpenbaum   | Hauptstraße, bei Nr. 50 Lage                      | Liriodendron tulipifera   | Fotos hochladen |
| ND-7340-283 | Winterlinden | südöstlich des Ortes am Friedhof an der K 29 Lage | Tilia cordata, vier Bäume | Fotos hochladen |